# Salvador de Zapardiel (kommunhuvudort)
Salvador de Zapardiel är en kommunhuvudort i Spanien.   Den ligger i provinsen Provincia de Valladolid och regionen Kastilien och Leon, i den centrala delen av landet, 130 km nordväst om huvudstaden Madrid. Salvador de Zapardiel ligger 772 meter över havet och antalet invånare är 186.
Terrängen runt Salvador de Zapardiel är platt. Runt Salvador de Zapardiel är det glesbefolkat, med 9 invånare per kvadratkilometer. Närmaste större samhälle är Arévalo, 14,3 km öster om Salvador de Zapardiel. Trakten runt Salvador de Zapardiel består till största delen av jordbruksmark.